# Altopiano del Mitchell
L'altopiano del Mitchell (anche detto plateau del Mitchell ; in inglese Mitchell Plateau) è situato nella parte settentrionale del Kimberley, regione dell'Australia Occidentale, a circa 2.200 km a nord-est del capoluogo dello stato federato, Perth. L'altopiano copre l'intero parco nazionale del fiume Mitchell.

## Caratteristiche
I dintorni dell'altopiano del Mitchell sono costituiti principalmente dall'ecotono mosaico di foresta e savana. La regione intorno al plateau del Mitchell è praticamente disabitata, con meno di due abitanti per chilometro quadrato. La precipitazione media annua è di 1.729 millimetri. Il mese più piovoso è febbraio, con una media di 409 mm di precipitazioni, mentre il mese più secco è agosto, con 1 mm di precipitazioni.

## Clima
L'altopiano del Mitchell ha un clima della savana con temperature calde tutto l'anno. La stagione delle piogge va generalmente da novembre a marzo ed è molto piovosa.
| Altopiano del Mitchell | Mesi  | Mesi  | Mesi  | Mesi | Mesi | Mesi | Mesi | Mesi | Mesi | Mesi | Mesi  | Mesi  | Stagioni | Stagioni | Stagioni | Stagioni | Anno    |
| Altopiano del Mitchell | Gen   | Feb   | Mar   | Apr  | Mag  | Giu  | Lug  | Ago  | Set  | Ott  | Nov   | Dic   | Est      | Aut      | Inv      | Pri      | Anno    |
| ---------------------- | ----- | ----- | ----- | ---- | ---- | ---- | ---- | ---- | ---- | ---- | ----- | ----- | -------- | -------- | -------- | -------- | ------- |
| T. max. media (°C)     | 40,9  | 38,1  | 37,3  | 40,0 | 37,3 | 33,5 | 34,7 | 37,3 | 39,4 | 40,5 | 42,3  | 39,7  | 39,6     | 38,2     | 35,2     | 40,7     | 38,4    |
| T. min. media (°C)     | 17,9  | 18,4  | 16,5  | 9,4  | 5,2  | 1,5  | 1,7  | 4,2  | 7,5  | 9,0  | 15,6  | 18,2  | 18,2     | 10,4     | 2,5      | 10,7     | 10,4    |
| Precipitazioni (mm)    | 378,6 | 367,5 | 320,4 | 41,0 | 31,5 | 8,4  | 16,4 | 1,3  | 11,8 | 52,0 | 126,9 | 182,1 | 928,2    | 392,9    | 26,1     | 190,7    | 1 537,9 |